# (400311) 2007 TD244
(400311) 2007 TD244 es un asteroide perteneciente al cinturón de asteroides, descubierto el 8 de octubre de 2007 por el equipo del Catalina Sky Survey desde el Catalina Sky Survey, Arizona, Estados Unidos.

## Designación y nombre
Designado provisionalmente como 2007 TD244.

## Características orbitales
2007 TD244 está situado a una distancia media del Sol de 2,346 ua, pudiendo alejarse hasta 2,870 ua y acercarse hasta 1,821 ua. Su excentricidad es 0,223 y la inclinación orbital 4,388 grados. Emplea 1312,48 días en completar una órbita alrededor del Sol.

## Características físicas
La magnitud absoluta de 2007 TD244 es 18,1.